# Holger Jacob-Friesen
Holger Jacob-Friesen (* 1967 in Köln) ist ein deutscher Kunsthistoriker und Museumsdirektor.

## Leben
Er ist der Sohn von Gernot Jacob-Friesen und Enkel von Karl Hermann Jacob-Friesen. Er studierte Kunstgeschichte, Mittlere und Neuere Geschichte sowie Historische Hilfswissenschaften in Göttingen, Basel und Berlin. 1999 wurde er an der Universität Basel promoviert. Im selben Jahr begann er, in verschiedenen Funktionen an der Staatlichen Kunsthalle Karlsruhe tätig zu werden. Ab 2011 war er dort Leiter der Abteilung Sammlung und Wissenschaft sowie Kurator für deutsche, niederländische, französische und italienische Malerei des 14. bis 18. Jahrhunderts. Seit 2021 hat er eine Honorarprofessur am Karlsruher Institut für Technologie inne. Seit dem 1. März 2024 ist er Direktor der Gemäldegalerie Alte Meister und der Skulpturensammlung bis 1800 in Dresden.

## Schriften (Auswahl)

### Monografie
- Profile der Aufklärung. Friedrich Nicolai – Isaak Iselin. Briefwechsel (1767 - 1782). Edition, Analyse, Kommentar (= Schweizer Texte. N.F. Band 10). Haupt, Bern/Stuttgart 1997.

### Herausgeberschaft
- Max Beckmann. Druckgraphik 1914–1924. Ausstellungskatalog. Kehrer-Verlag, Heidelberg 2005.
- Picasso, Matisse, Chagall... Französische Druckgraphik 1900–1950. Ausstellungskatalog. Kehrer-Verlag, Heidelberg 2006.
- Max Klinger. Die druckgraphischen Folgen. Ausstellungskatalog. Edition Braus, Heidelberg 2007.
- Édouard Vuillard. Ausstellungskatalog. Kehrer-Verlag, Heidelberg 2008.
- Von Schönheit und Tod. Tierstillleben von der Renaissance bis zur Moderne. Ausstellungskatalog. Kehrer-Verlag, Heidelberg 2011.
- Hans Baldung Grien. heilig | unheilig. Ausstellungskatalog. Deutscher Kunstverlag, Berlin / München 2019.
- mit Oliver Jehle: Hans Baldung Grien. Neue Perspektiven auf sein Werk. Deutscher Kunstverlag, Berlin / München 2019.

### Aufsätze
- Das Hausbuch der Herren von Hallwil. Beschreibung, Datierung und Deutung der beiden Fassungen in Zürich und Basel. In: Basler Zeitschrift für Geschichte und Altertumskunde. Band 94, 1994, S. 29–74.
- Die „edlen Künste... in hohe Ehren gesetzt“? – Die Kunst in Basel während des 17. Jahrhunderts. In: Brigitte Meles (Hrsg.): Wettstein – Die Schweiz und Europa 1648. Ausstellungskatalog. Basel 1998, S. 74–89.
- Der Sensenmann und die Wollust. Zum tanzenden Paar im Gemälde Die Sieben Todsünden von Otto Dix. In: L´art macabre. Jahrbuch der Europäischen Totentanzvereinigung. Band 8, 2007, S. 72–88.
- Fantasie und Künstlerkind – Zu Klingers künstlerischen Anfängen. In: Pavla Langer, Zita A. Pataki, Thomas Pöpper (Hrsg.): Max Klinger. Wege zur Neubewertung (= Schriften des Freundeskreises Max Klinger. Band 1). Plöttner Verlag, Leipzig 2008, S. 116–133.
- mit Karin Achenbach-Stolz: Grünewalds Kreuztragung. Die Restaurierung eines Hauptwerkes deutscher Kunst. Ausstellungsbroschüre. Karlsruhe 2014.
- Delacroix und die Moderne. In: Jahrbuch der Staatlichen Kunstsammlungen in Baden-Württemberg. Band 50, 2013/14, S. 137–170.
- Concordia. Zur Ikonographie des Handschlags bei Rubens. In: Rudi Ekkart, Charles Dumas, Carla van de Puttelaar (Hrsg.): Connoisseurship. Essays in Honour of Fred G. Meijer. Leiden 2020, S. 175–181.
- Die Vedute als Allegorie. Gerrit Berckheyde. Die beiden Synagogen in Amsterdam. In: Berit Wagner, Almut Pollmer-Schmidt, Heidrun Lange-Krach (Hrsg.): Das Werk im Zentrum. Kunstgeschichte mit Objekten aus dem Städel Museum und der Liebieghaus Skulpturensammlung. Festschrift für Jochen Sander zum 65. Geburtstag. Berlin 2023, S. 260–269.
- Die Verkündigung an Hagar. Zu einem Gemälde von Bartholomeus Breenbergh. In: Fred G. Meijer, Carla van de Puttelaar, Lisanne Wepler (Hrsg.): Art Stories from the Netherlands and Italy 1550–1800. Liber Amicorum in Honour of Gregor J. M. Weber. Amsterdam 2023, S. 162–173.
- Bernhard Strigels Marienretabel für Kloster Salem. In: Klaus Gereon Beuckers (Hrsg.): Die Zisterzienserabtei Salem. Neue Forschungen. Lindenberg im Allgäu 2023, S. 150–167.